# Beast
Beast je páté studiové album grove metalové hudební skupiny DevilDriver, které bylo nahráváno s producentem Markem Lewisem v Sonic Ranch studiu v Texasu a mixováno Andym Sneapem. Vydáno bylo 22. únor 2011.

## Seznam skladeb
1. Dead To Rights (4:53)
2. Bring The Fight (To The Floor) (3:33)
3. Hardened (5:46)
4. Shitlist (4:04)
5. Talons Out (Teeth Sharpened) (4:20)
6. You Make Me Sick (5:18)
7. Coldblooded (4:06)
8. Blur (4:58)
9. The Blame Game (4:00)
10. Black Soul Choir (16 Horsepover cover) (5:07)
11. Crowns Of Creation (4:55)
12. Lend Myself To The Night (4:01)

### Bonusové skladby
1. Lost (bonus track)
2. Fortune Favors The Brave (bonus track)
3. Grinfucked (bonus track - live)